# トラーノ・カステッロ
トラーノ・カステッロ（イタリア語: Torano Castello）は、イタリア共和国カラブリア州コゼンツァ県にある、人口約4,600人の基礎自治体（コムーネ）。

## 地理

### 位置・広がり

#### 隣接コムーネ
隣接するコムーネは以下の通り。
- ビジニャーノ
- チェルツェート
- ラッターリコ
- サン・マルティーノ・ディ・フィニータ

## 行政

### 分離集落
トラーノ・カステッロには、以下の分離集落（フラツィオーネ）がある。
- Sartano, Torano Scalo, Salice, Peritano